# 辽世宗
遼世宗耶律阮（919年1月29日—951年10月7日），中国遼朝第三位皇帝（947年5月16日－951年10月7日在位），在位4年。契丹迭剌部霞濑益石烈乡耶律里（今中国内蒙古阿鲁科尔沁旗东）人，姓耶律，汉文名阮，契丹文名兀欲（又名隈欲、烏雲），他是大契丹国（後改称大辽国）皇太子、人皇王、東丹国王、遼義宗文獻皇帝（追尊，未即位）耶律倍的長子、太祖耶律阿保機的长孙、太宗耶律德光之侄。
阿保机死后，世宗耶律阮之父人皇王耶律倍在权力斗争中失利，未能即位为帝，耶律阮遂失去继承皇位的权利。人皇王後来愤而投奔后唐，终于客死他乡。耶律阮则留在国内，后随叔父太宗耶律德光南征后晋。太宗在北归途中病逝后，耶律阮被随军将领拥立为帝，是为辽世宗。但世宗即位后发生多起夺权事变，统治活动被严重干扰，最终遇刺身亡，在位仅四年有余，其堂弟耶律璟继位，是为辽穆宗。
世宗虽在辽代诸帝中享国最短，却是一位有作为的皇帝。受其父耶律倍的影响，世宗在位期间推崇汉文化，推广中原制度，在世宗之孙圣宗时最后完成，促进了辽国社会的发展。

## 生平

### 早年
契丹神册三年，耶律阮出生，他的父亲是契丹开国皇帝耶律阿保机的长子耶律倍，母亲是耶律倍之妾萧氏（死后追谥柔贞皇后）。祖父阿保机死后，父亲耶律倍在权力斗争中失利，不得立为皇帝，耶律阮也就失去了继承皇位的权利。耶律倍后来愤而渡海投奔后唐，终于於932年末被後唐末帝李從珂殺害，客死他乡。耶律阮则留在契丹国内，其叔父太宗耶律德光爱之如己出。契丹会同九年、后晋开运三年（946年），太宗以后晋皇帝石重贵不肯称臣为由大举入侵中原，耶律阮随行军中。第二年（947年）契丹军入后晋国都东京开封府（今河南省开封市），晋帝石重贵投降，后晋灭亡。太宗改国号为“大辽”，改元大同，封耶律阮为永康王。

### 即位
太宗滅後晉后在北归途中逝世，耶律阮發兵奪取南京析津府（今北京），並在随军将领拥戴下自立為皇帝，在上京（今內蒙古巴林左旗）的蕭太后述律平派其子耶律李胡在南京北部的泰德泉交戰，大敗。經過大臣耶律屋質的勸阻，太后才同意耶律阮當皇帝。世宗時任用賢臣耶律屋質，進行一系列改革，將太宗時的南面官和北面官合併，成立南北樞密院，廢南、北大王，後來南北樞密院合併，形成一個樞密院。這些改革使遼朝從部落聯盟形式進入中央集權，這些都是與遼世宗的改革分不開的。但是世宗好酒色，喜愛打獵。他晚年更是任用奸佞，大興封賞降殺，導致朝政不修，政治腐敗。遼天祿五年（951年）9月，世宗協助北漢攻後周，行軍至丰州（今內蒙古呼和浩特）的祥古山，由於其他部隊未到，所以駐紮在火神淀。其間喝酒、打人、打獵，眾將很是不滿。晚上，一直有篡位之心的耶律察割將遼世宗耶律阮殺死於夢鄉。耶律阮死時年僅34歲，在位4年。其諡號為孝和莊憲皇帝，廟號世宗。

## 后妃子女
皇后
- 皇后甄氏
- 皇后萧撒葛只

妃
- 蕭啜里，保宁三年（971年）与蒲哥因“厌魅”被赐死[7]。
- 蕭浦哥，同上

儿子
- 莊聖太子耶律吼阿不
- 辽景宗耶律贤
- 宁王耶律只没
- 按《契丹国志》，甄皇后还生有平王、荆王、吴王、河间王，其中河间王年幼于宁王。但按《辽史》，前三者为世宗弟

女儿
- 第一女，耶律和古典，萧撒葛只所生，保宁年间，封秦国长公主
- 第二女，耶律观音，萧撒葛只所生，保宁年间，封晋国长公主
- 第三女，耶律撒剌，萧撒葛只所生，未封公主已逝世
- 萌古公主，950年生，萧撒葛只所生，与第三女耶律撒剌可能为同一人

## 影視形象

### 電視劇
| 年份   | 地區 | 作品       | 演員 |
| 2020年 | 中國 | 《燕云台》 | 金珈 |

## 評價
- 元朝官修正史《辽史》脱脱等的評價是：“世宗中才之主也，入继大统，曾未三年，纳唐丸书，即议南伐，即乏持重，宜乖周防，盖有致祸之道矣。然而孝友宽慈，亦有君人之度焉。未及师还，变起沉湎，岂不可哀也哉！”[8]

## 延伸阅读
[在维基数据编辑]
 《遼史·卷5》，出自脱脱《遼史》